# Wat een geluk

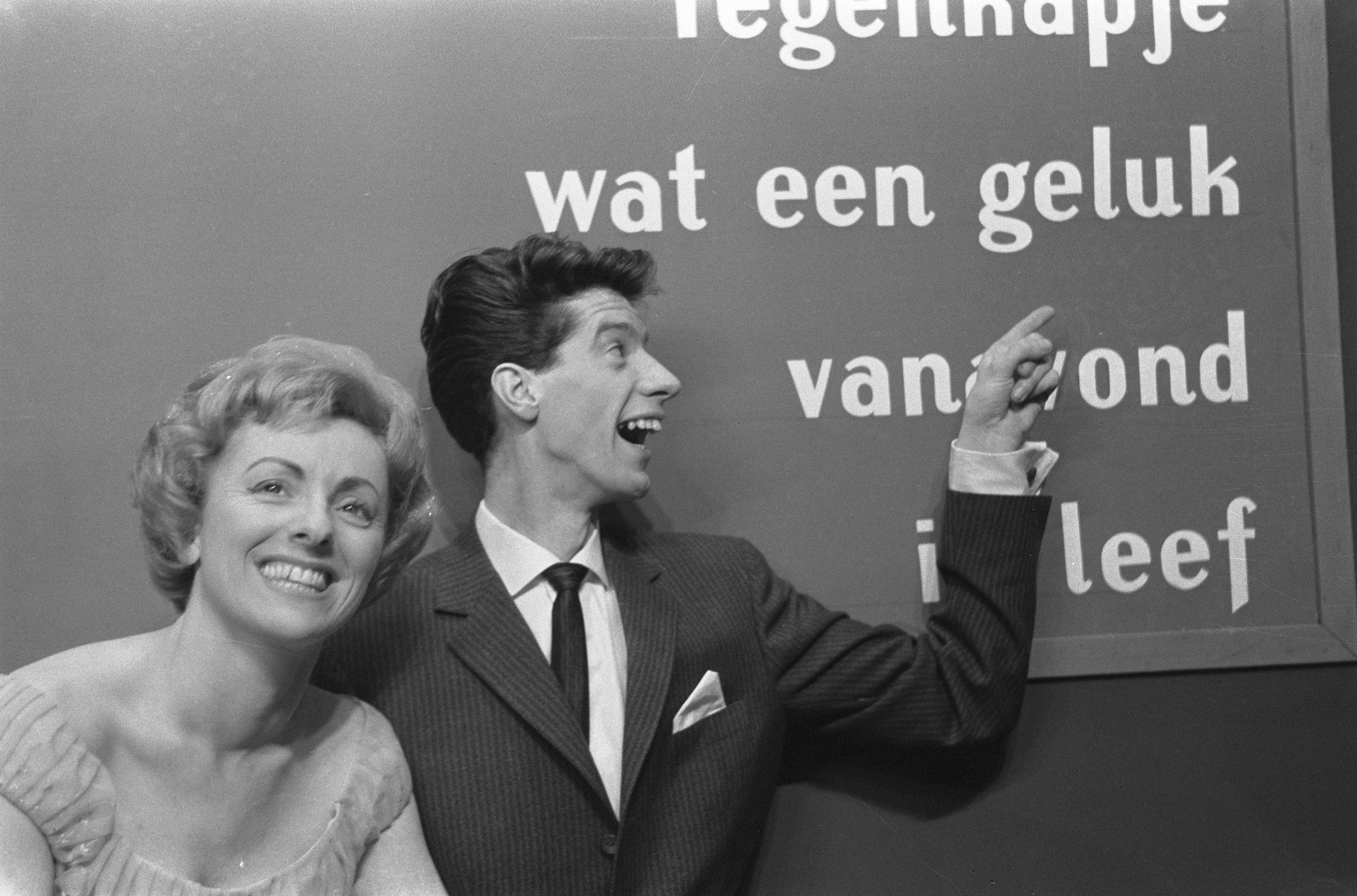
Annie Palmen y Rudi Carrell, intérpretes de la canción, tras ganar el Nationaal Songfestival 1960 con la canción.

«Wat een geluk» (en español: «Qué suerte») es una canción compuesta por Dick Schallies e interpretada en neerlandés, por separado, por Rudi Carrell y Annie Palmen. Se lanzó como sencillo en 1960 mediante Omega Records y Polydor Records, respectivamente. Fue elegida para representar a los Países Bajos en el Festival de la Canción de Eurovisión de 1960 tras ganar la final nacional neerlandesa, Nationaal Songfestival 1960.

## Festival de la Canción de Eurovisión 1960

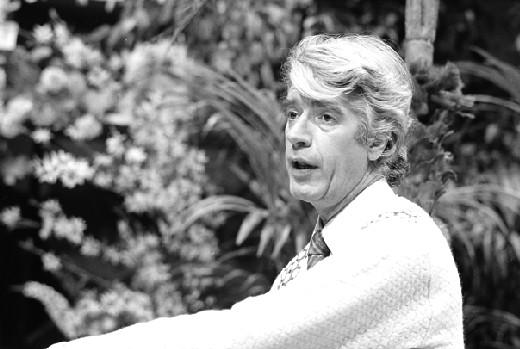
Rudi Carrell

### Selección
«Wat een geluk» calificó para representar a los Países Bajos en el Festival de la Canción de Eurovisión 1960 tras ganar la final nacional neerlandesa, Nationaal Songfestival 1960, donde fue interpretada por separado por los cantantes Annie Palmen y Rudi Carrell.

### En el festival
La canción participó en el festival celebrado en el Royal Festival Hall el 29 de marzo de 1960, siendo interpretada por Rudi Carrell. La orquesta fue dirigida por Dolf van der Linden.
Fue interpretada en décimo lugar, siguiendo a Suiza con Anita Traversi interpretando «Cielo e terra» y precediendo a Alemania con Wyn Hoop interpretando «Bonne nuit, ma chérie...». Al final de las votaciones, la canción recibió 2 puntos, obteniendo el duodécimo puesto de 13.